# Golden Boy (anime)
"Golden Boy" (hrvatski Zlatni dečko) je manga i anime autora Tatsuje Agawe o 25-godišnjem "putujućem studentu" po imenu Oe Kintaro. Počevši od 1992. godine, manga je u dijelovima izlazila u Super Jump magazinu, dok je prva knjiga sakupljenih poglavlja izdana sljedeće godine. Dijelovi mange su adaptirani u OVA serijal 1995. godine.
Golden Boy prati dogodovštine Kintaroa, koji napušta sveučilište u Tokiju iako je ispunio sve uvjete za diplomu iz prava. On živi život bez obaveza, luta Japanom od grada do grada, od posla do posla. Tijekom svog lutanja, Kintaro nailazi na žene čije živote dramatično mijenja. Neprestano promatra i proučava svijet i ljude oko sebe, marljivo zapisujući svoje zaključke u bilježnici.
Iako anime nije hentai, sadrži scene djelomične golotinje, prikazuje orgazme i masturbiranje ženskih osoba. S druge strane, manga, koja se izdaje samo u Japanu, skoro da postaje hentai počevši od druge knjige.

## Radnja
Svako poglavlje i epizoda Golden Boya postavlja Kintaroa nasuprot neke mlade, lijepe žene, čiji interes ili odbojnost prema Kintarou dovodi do nevjerojatnih situacija. Neke od ovih žena odbacuju Kintaroa kao nespretnjakovića i smiješnog perverznjaka i obično mu nude ili prihvaćaju njegov izazov kako bi dokazale svoju nadmoć. Ima i onih koje ga od početka vide kao prijatelja, i obično su u situaciji u kojoj im je njegova pomoć dobrodošla. Kintaro žudi za ovim ženama, iako njime prevladava želja da stvarno bude od pomoći i samim tim nauči više o svijetu. Kintaro je pametna osoba, i uvijek uspijeva nadmašiti ono što se od njega očekuje i na kraju osvaja ženska srca, nasuprot svom čudnom karakteru. Iako zbog okolnosti, ili osjećaja časti, Kintaro nikada ne iskorištava novostečene simpatije svojih poznanica. Na kraju, Kintaro pažljivo analizira ono što je doživio i obično je sretan zbog novog iskustva.
Humor velikim dijelom izvire iz nastalih situacija, poput Kintarovih susreta sa ženama koji polaze naopako, i njegovog stalnog upadanja u nevolje zbog njegovih seksualnih fantazija pri kojima gubi dodir sa stvarnošću. Komični elementi koji se ponavljaju kroz epizode su Kintaroov fetiš o toaletnim školjkama (naročito onim nedavno korištenim od strane lijepih žena), njegovi prenaglašeni izrazi lica koji obično prelaze u bizarne grimase i smiješni unosi koje piše u bilježnici. U ove posljednje spadaju detaljni crteži žena koje sreće i mudri zaključci poput "Programski jezik C nije skraćenica za seks", i "Ljudska glava se ne može rotirati za 360 stupnjeva." O svom serijalu, Tatsuja Egawa je napisao: "Zapisao sam ove riječi u svojoj bilježnici: "Stvarno volim učiti". Često se pitam kada je naše školstvo zaboravilo pravo značenje "učenja". Nečega što je sada često pogrešno shvaćeno i od strane nastavnika i od strane roditelja. Učenje bi trebalo biti nadahnjujuće i zabavno."

## Podaci o mediju

### Manga
| Knjiga | Datum Izdavanja | ISBN               |
| ------ | --------------- | ------------------ |
| 01     | Lipanj 1993.    | ISBN 4-08-858721-9 |
| 02     | Prosinac 1993.  | ISBN 4-08-858722-7 |
| 03     | Svibanj 1994.   | ISBN 4-08-858723-5 |
| 04     | Prosinac 1995.  | ISBN 4-08-858724-3 |
| 05     | Lipanj 1995.    | ISBN 4-08-858725-1 |
| 06     | Prosinac 1995.  | ISBN 4-08-858726-X |
| 07     | Lipanj 1996.    | ISBN 4-08-858727-8 |
| 08     | Prosinac 1996.  | ISBN 4-08-858728-6 |
| 09     | Lipanj 1997.    | ISBN 4-08-858729-4 |
| 10     | Siječanj 1998.  | ISBN 4-08-859001-5 |

### OVA
Kao anime adaptacija Golden Boy je prvobitno izdan na video kasetama, a kasnije i na CD-u u okviru šest epizoda. Kintarou glas posuđuje Micuo Ivata. Uvodna tema je "Bicycle Race" muzičke grupe Blümchen, dok pjesmu "Study A Go! Go!" koja se može čuti tokom odjavne špice izvode "Golden Girls". Slijedi pregled epizoda;
"Kompjutorske znanosti"Kintaro dobiva posao čistača u softverskoj firmi u kojoj rade isključivo žene kojom upravlja oskudno odjevena "Madam predsjednica" (glas: Hiromi Curu). Kada problem s napajanjem ugrozi budućnost tvrtke, Kintaro dobiva priliku da isproba svoje novostečeno znanje iz programiranja.
"Izazivanje dame"Kao asistent kandidatu za mjesto gradonačelnika, Kintaro dobiva priliku biti tutor njegove kćerke, privlačne tinejdžerke po imenu Naoko Kacuda (glas: Juuko Minaguči), koja od našeg junaka želi nešto više od pomoći u matematici.
"Opasnost! Prva ljubav"Vlasnik nekog restorana je slomio ruku zbog nedavne automobilske nesreće, i dok se ne oporavi, Kintaro pomaže sa spremanjem jela te uči zanat. Vlasnikova kćerka Noriko (glas: Juri Širatori) ima lijepog dečka, ali splet okolnosti čini da Kintaro počne sumnjati u njegovu iskrenost...
"Plivanje u moru ljubavi"Kintaro izaziva Ajuko Haramizu (glas: Kikuko Inoue), lokalnu instruktoricu plivanja na dvoboj, nesvjestan da izaziva bivšu olimpijsku pobjednicu. Uz to, Kintaro shvaća da bi i njemu samom dobro došla koja lekcija iz plivanja.
"Leđa uza zid"Kintaro ovoga puta radi kao sluga za imućnu porodicu koja cijeni tradicionalne vrijednosti. Nevolja nastaje kada Kintaro posumnja da je njegova mlada gazdarica Reiko Tarajama (glas: Sakiko Tomagava) zaljubljena u svoj motocikl... doslovno.
"Animirati je zabavno!"Chie (glas: Mika Kanai) radi u studiju za anime gdje se Kintaro zapošljava. U studiju nastaju poteškoće pri produkciji novog animea, ali Kintaro odlučuje da neće dopustiti da projekt propadne. U ovoj epizodi se kao posebni gost pojavljuje animirana verzija samog Tatsuje Egave, kojoj glas podaruje autor mange osobno.

## Vanjske poveznice
- IMDb profil
- Opis animea na Emulation Galaxy sajtu
- "Kintarov Dnevnik"
- Članak o mangi na Anime News Network Enciklopediji
- Članak o animeu na Anime News Network Enciklopediji